# Charles-Christian-Erdmann de Wurtemberg-Œls
Charles Christian Erdmann de Wurtemberg-Œls (26 octobre 1716, Wilhelminenort près de Bernstadt – 14 décembre 1792, Œls) est duc de Wurtemberg-Œls et Bernstadt.

## Biographie
Il est le fils de Christian-Ulrich II de Wurtemberg-Wilhelminenort (27 janvier 1691 au château de Vielguth à Œls - 11 février 1734 à Stuttgart), duc de Wurtemberg-Wilhelminenort, et de Philippine-Charlotte de Redern-Krappitz.
De son mariage avec Marie Sophie Wilhelmine de Solms-Laubach, il a une fille, la princesse Frédérique-Sophie-Charlotte-Auguste de Wurtemberg-Œls (1er août 1751 – 4 novembre 1789), qui épouse Frédéric-Auguste de Brunswick-Wolfenbüttel-Œls. Leur mariage n'a pas d'enfant.